# Kappa Cygni
Kappa Cygni (κ Cygni, κ Cyg) è una stella visibile nella costellazione del Cigno di magnitudine apparente 3,80, distante 124 anni luce dal sistema solare.

## Osservazione
La sua posizione fortemente settentrionale fa sì che questa stella sia osservabile specialmente dall'emisfero boreale, in cui si mostra alta nel cielo nella fascia temperata; dall'emisfero australe la sua osservazione risulta invece più penalizzata, specialmente al di fuori della sua fascia tropicale. Essendo di magnitudine +3,80, la si può osservare anche dai piccoli centri urbani senza difficoltà, sebbene un cielo non eccessivamente inquinato sia maggiormente indicato per la sua individuazione.
Il periodo migliore per la sua osservazione nel cielo serale ricade nei mesi compresi fra fine giugno e novembre; nell'emisfero nord è visibile anche per tutto l'autunno, grazie alla sua declinazione, mentre nell'emisfero sud può essere osservata in particolare durante i mesi del tardo inverno australe.

## Caratteristiche
Si tratta di una gigante giallo-arancione di tipo spettrale G9III, avente un raggio 9 volte quello del Sole e una temperatura superficiale di 4920 K. Kappa Cygni è una stella in avanzato stadio evolutivo, di massa paragonabile a quella del Sole, ma che ha già terminato l'idrogeno all'interno del suo nucleo da fondere in elio, e aumentate le proprie dimensioni, si è trasformata in gigante; in futuro aumenterà ancor di più le sue dimensioni, prima di rilasciare i suoi strati esterni trasformandosi in una piccola e densa nana bianca.